# 率賓路
率賓路（そつひんろ）は、ロシア沿海地方ウスリースクにかつて存在した路。ウスリー川流域および綏芬河流域以東から日本海にかけての地域に相当する。
渤海により設置された率賓府を前身とする。府名は率賓水（現在の綏芬河）に由来する。金朝が成立すると恤品路と改称された。金末に蒲鮮万奴が大真国を建国すると率賓路と改称された。
1223年、大真国がモンゴル帝国により滅亡、元朝が成立すると率賓路の名称は史料から消滅する。